# Phalaenoides glycinae
Phalaenoides glycinae là một loài bướm đêm thuộc họ Noctuidae. Nó là loài đặc hữu của tây nam half của Úc, nhưng là một invasive species in many parts of the world, bao gồm Canada và Nam Phi.
Sải cánh dài khoảng 50 mm.
Ấu trùng chủ yếu ăn các loài Parthenocissus quinquefolia, Hibbertia obtusifolia, Amyema gaudichaudii, Epilobium ciliatum, Fuchsia và Oenothera, but mainly Vitis vinifera, hence it is considered a pest.

## Hình ảnh

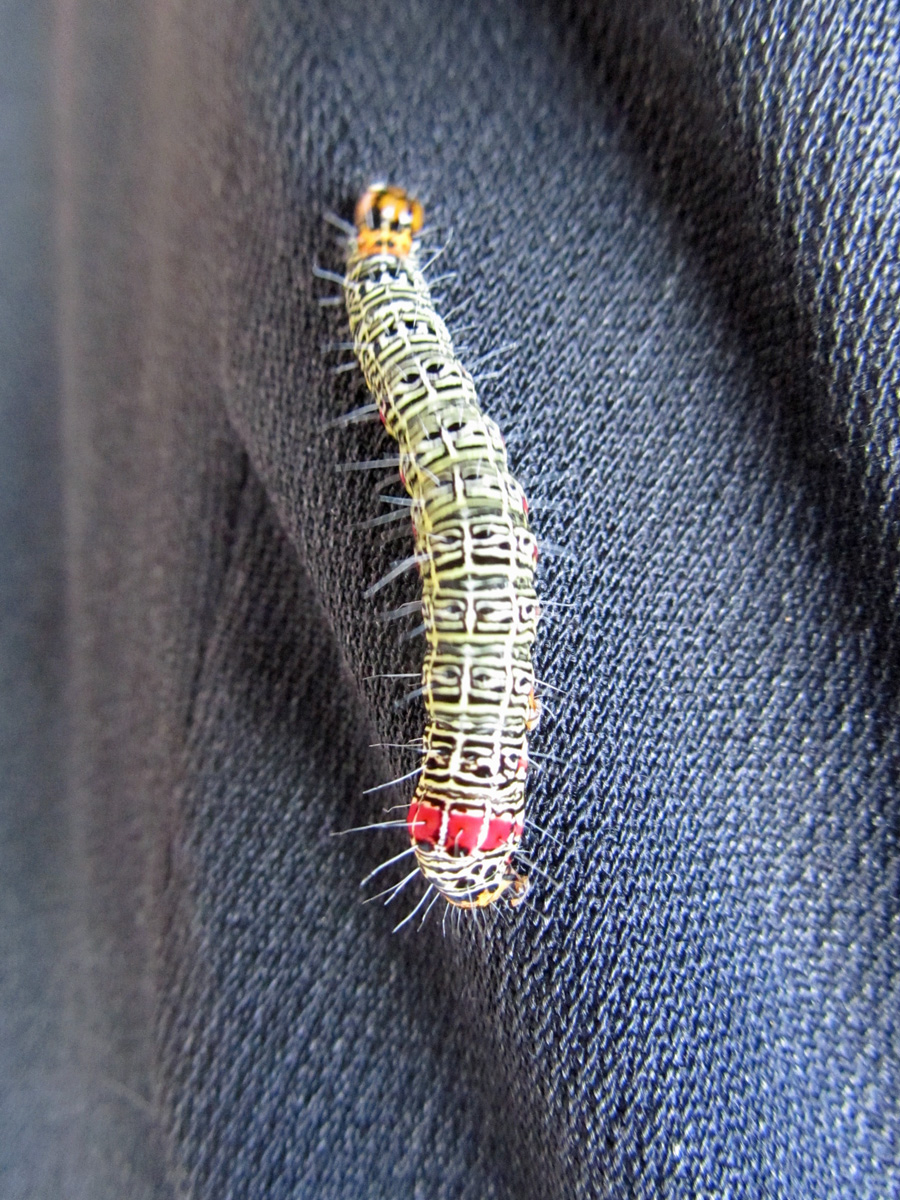
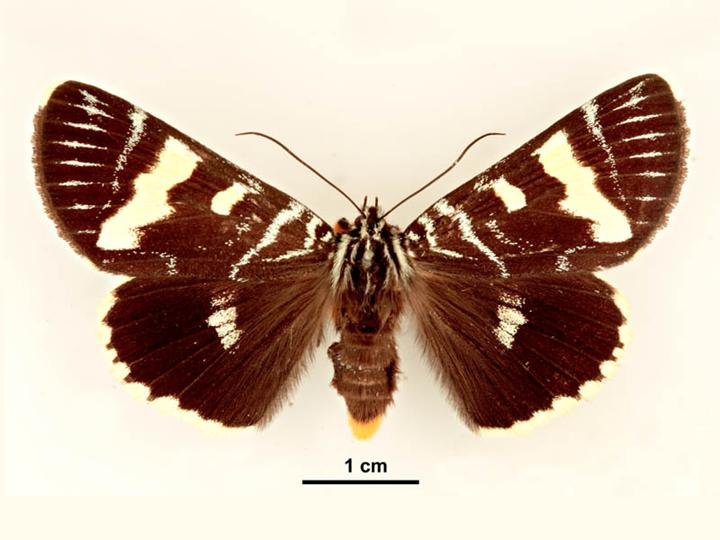
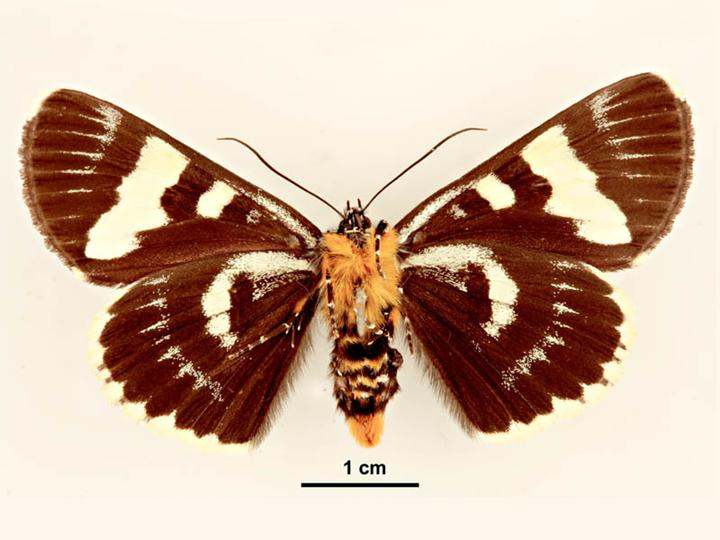
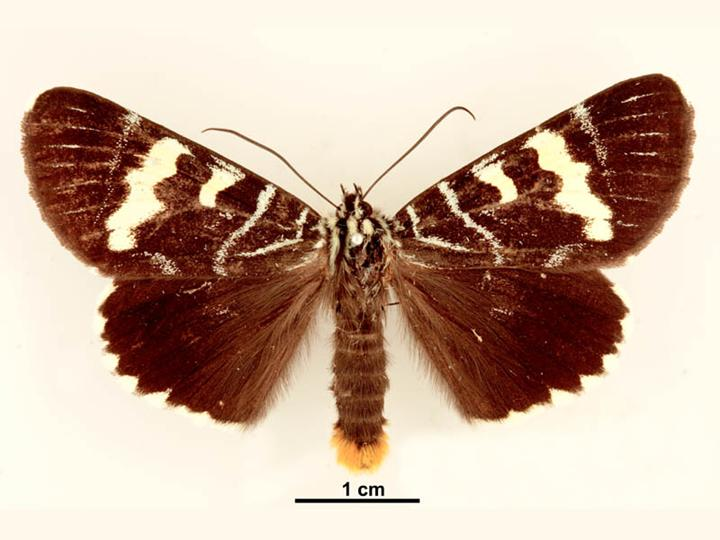